# 선생님!... 좋아해도 될까요?
선생님!... 좋아해도 될까요?(先生!、、、好きになってもいいですか?, My Teacher)는 일본에서 제작된 미키 타카히로 감독의 2017년 드라마, 멜로/로맨스 영화이다. 이쿠타 토마 등이 주연으로 출연하였다.

## 출연

### 주연
- 이쿠타 토마
- 히로세 스즈

### 조연
- 류세이 료
- 모리카와 아오이
- 이토 켄타로
- 나카무라 토모야
- 히가 마나미